# Juraj Blanár

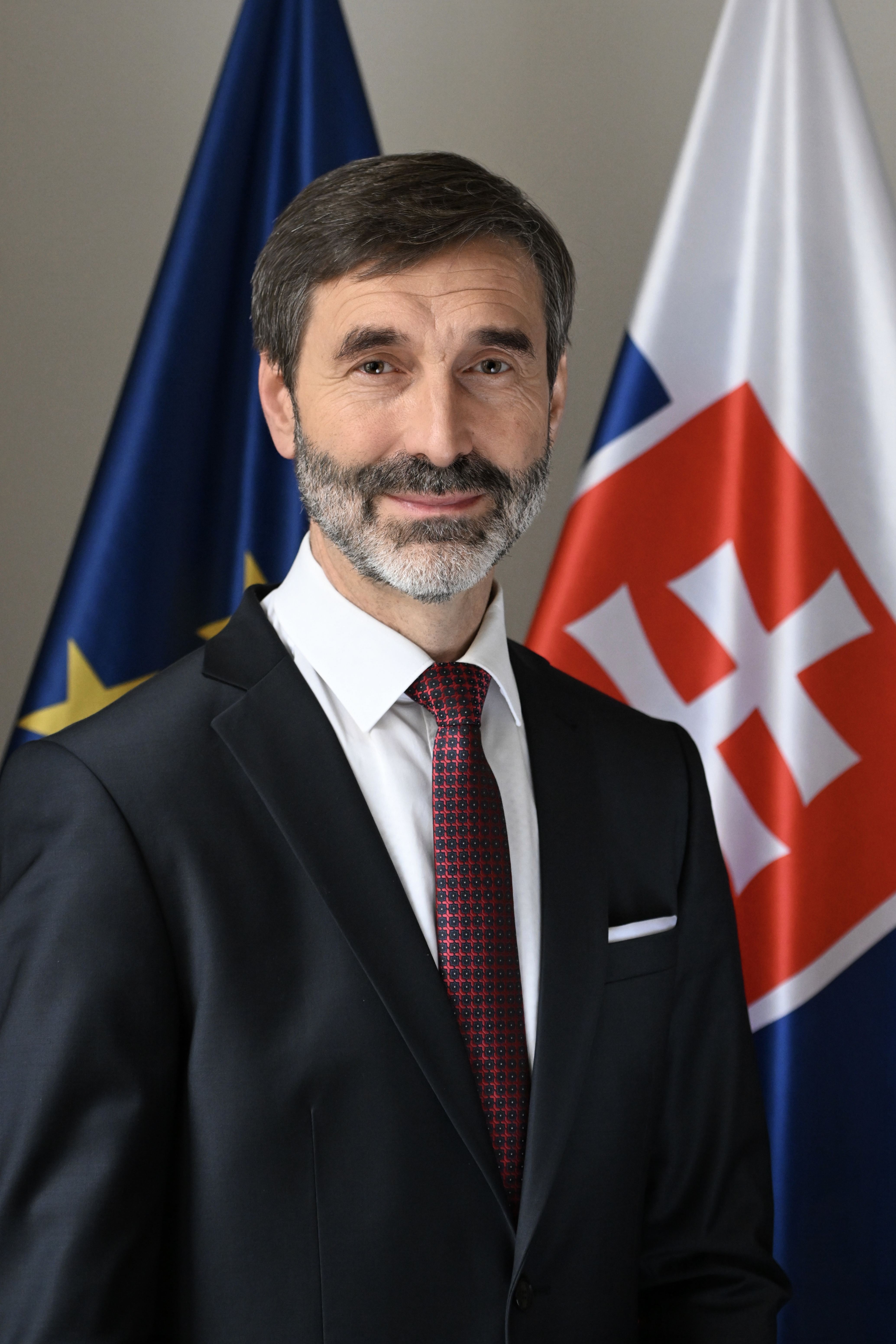
Juraj Blanár (2023)

Juraj Blanár (* 19. Mai 1966 in Žilina, Tschechoslowakei) ist ein slowakischer Politiker (SMER-SSD). Seit Oktober 2023 ist er Außenminister seines Landes.

## Werdegang
Blanár studierte ab 1986 Wiederaufbau und Instandhaltung von Verkehrsbauwerken an der Universität für Verkehr und Kommunikation in Žilina und schloss das Studium 1991 ab. Nach dem Studium war er bei mehreren Unternehmen beschäftigt, insbesondere von 1994 bis 2001 beim Bauunternehmen Váhostav in Žilina.
Bei der Nationalratswahl 2002 trat Blanár für die Partei SMER (heute SMER – slovenská sociálna demokracia, SMER-SSD) an und errang einen Sitz im Nationalrat. Er verlor den Sitz bei der Wahl 2006, konnte ihn aber bei der Wahl 2010 zurückgewinnen und seither verteidigten, zuletzt bei der vorgezogenen Wahl 2023. Von 2006 bis 2017 war er Vorsitzender des Selbstverwaltungslandesbezirks Žilinský kraj.
Am 25. Oktober 2023 wurde er von Ministerpräsident Robert Fico als Minister für auswärtige und europäische Angelegenheiten in das Kabinett berufen.